# Pira (Benin)
Pira ist eine Stadt und ein Arrondissement im Departement Collines im westafrikanischen Staat Benin. Es ist eine Verwaltungseinheit, die der Gerichtsbarkeit der Kommune Bantè untersteht.
Durch die Stadt verläuft die Fernstraße RNIE3 über die in südwestlicher Richtung als nächste größere Stadt Bantè zu erreichen ist und die nördlicher Richtung die Kommune Bassila innerhalb des Départements Donga.

## Demografie und Verwaltung
Gemäß der Volkszählung 2013 des beninischen Statistikamtes INSAE hatte das Arrondissement 14.785 Einwohner, davon waren 7206 männlich und 7579 weiblich.
Von den 49 Dörfern und Quartieren der Kommune Bantè entfallen sieben auf Pira:
1. Adjigo
2. Ayigbo-Koto
3. Djèro
4. Ela-Meta
5. Idi-Ogou
6. Oké-kagourè
7. Okouta-Ossé